# Mult István
Mult István (Mezőberény, 1959. június 29. –) magyar bábművész, színész.

## Életpályája
Mezőberényben született, 1959. június 29-én. A Bábszínészképző Tanfolyamot 1979-ben végezte. Pályáját az Állami Bábszínház társulatában kezdte. 1992-től alapító tagja a Kolibri Színháznak. A társulat díját (Kolibri Úr), 1995-ben és 2001-ben is megkapta. 2019-ben Magyar Arany Érdemkereszt elismerésben részesült.

## Fontosabb szerepeiből
- Vörösmarty Mihály: Csongor és Tünde... Duzzog
- Pjotr Iljics Csajkovszkij: Diótörő... Papa
- Matvejeva – Mészöly Miklós: A csodálatos kalucsni... Behemót kutya
- Örsi Ferenc: A Tenkes fia... Eke Dani
- James Matthew Barrie – Balogh Géza – Tótfalusi István: Pán Péter... Pán Péter
- L. Frank Baum: Óz, a nagy varázsló... Bádogember
- Carlo Collodi: Pinocchio, azaz volt egyszer egy fadarab... Gepetto
- Grimm fivérek: Hófehérke és a hét törpe... Király
- Arany János – Gáli József: Rózsa és Ibolya... Rózsa
- Petőfi Sándor: János vitéz... Francia király
- Nemes Nagy Ágnes: Bors néni... A remeterák; Jeromos; Vízimolnár
- Móricz Zsigmond – Zalán Tibor: Hétkrajcáros mese... Kisfiú
- Kapecz Zsuzsa: Aladdin... Abu-Dharr, Varázsló
- Görgey Gábor: Hektor, a hőscincér... Hektor, a hőscincér
- Hans Christian Andersen – Zalán Tibor: A rút kiskacsa... A rút kiskacsa
- Kirsten Fuchs: Már megint kezdik!... Wolf
- Selma Lagerlöf – Horváth Péter: A karácsonyi rózsa legendája... Rabló

## Filmek, tv
- Hétkrajcáros mese
- Kinizsi (1983)
- Csipike, az óriás törpe (1984)
- Tapsikáné fülönfüggője (1985)
- A csodálatos nyúlcipő (1987)
- Dús király madara (1988)
- Sobri, ponyvafilm (2002)
- Pannónia Kapitány: A Kárpátok Katonája (2016)